# Серен хексафлуорид
Серният хексафлуорид (известен и като елегаз) е неорганично химично съединение на флуора и сярата с формула SF6. При нормални условия представлява безцветен, неотровен, незапалим газ без мирис.
Серният хексафлуорид е около 5,1 пъти по-плътен от въздуха (плътност 6,13 g/L на морското равнище).

## Синтез и химически свойства
Получава се при директно взаимодействие на S8 и F2. По този метод е получен и за първи път от откривателите му Henri Moissan и Paul Lebeau през 1901. В процеса се получават и други флуорни производни които се отстраняват чрез нагряване водещо до диспропорциониране на S2F10 (силно токсичен) а след това обработка с NaOH за да се отстрани останалия SF4.

## Приложения

### Газообразен диелектрик
В електротехниката серният хексафлуорид се използва като газообразен диелектрик за високоволтово (обикновено от 6 kV до 800 kV) оборудване – прекъсвачи, разединители, шинни системи и цели подстанции. Газът е безвреден, но като по-тежък от въздуха при изтичане в големи количества в затворени помещения може да доведе до задушаване. Незапалим е. Има 3 пъти по-добри електроизолационни свойства от въздуха, което позволява съществено намаляване размера на оборудването. За подобряване на електроизолационните свойства, в тези съоръжения се поддържа повишено налягане (от 5 до 10 bar), с което средният пробег на свободните електрони в газа се намалява (виж Закон на Paschen) и те не могат да се ускорят достатъчно, за да улеснят пробива. Серният хексафлуорид при това остава в газообразно състояное до много ниски температури (сублимира от твърдо в газообразно състояние при –64 °C, тройна точка при –51 °C). Заради широкото му приложение във високоволтовата електротехника често бива наричан елегаз (от електрически газ).
Разпада се в електрическа дъга, но бързо възстановява изолационните си свойства, тъй като продуктите на разпада отново образуват SF6. В някои случаи обаче дъгов или коронен разряд може да доведе до образуването на дисерен декафлуорид (S2F10), изключително отровен газ.
Недостатъци
- Изолационната среда е изолирана от външната
- Трябва да се внимава да не попадат частички прах при получаване на електрически дъги в елегазова среда. Газът намалява диелектричните си свойства.
- Нужна е допълнителна работна система, ако се използва елегаз като дъгогасителна или изолационна среда

## Парников газ
По данни на Междуправителствената група по изменение на климата, SF6 е един от най-опасните парникови газове, като е оценила, че потенциалът му за глобално затопляне (на английски: Global warming potential, greenhouse warming potential или GWP) се определя на 23 900 за 100 години (т.е. 23 900 пъти по-голям от този на CO2).

## Физиологични ефекти и предпазни мерки
Ако се вдиша, елегазът понижава тембъра на гласа, т.е. гласът става нисък (въздействие, противоположно на това на хелия).
|  | Тази страница частично или изцяло представлява превод на страницата Sulfur hexafluoride в Уикипедия на английски. Оригиналният текст, както и този превод, са защитени от Лиценза „Криейтив Комънс – Признание – Споделяне на споделеното“, а за съдържание, създадено преди юни 2009 година – от Лиценза за свободна документация на ГНУ. Прегледайте историята на редакциите на оригиналната страница, както и на преводната страница, за да видите списъка на съавторите. ВАЖНО: Този шаблон се отнася единствено до авторските права върху съдържанието на статията. Добавянето му не отменя изискването да се посочват конкретни източници на твърденията, които да бъдат благонадеждни. |

1. ↑  SULFUR HEXAFLUORIDE //  PubChem.   Посетен на 4 октомври 2016 г. (на английски)